# Cancelos de Cima
Cancelos de Cima é uma aldeia situada na freguesia do Poço do Canto, próximo da cidade de Mêda, em Portugal.

## Educação
- A escola de Cancelos localiza-se na aldeia do Cancelos do Meio.